# Universidade Salgado de Oliveira
Universidade Salgado de Oliveira (UNIVERSO) é uma instituição privada brasileira de ensino superior, com sede na cidade de São Gonçalo. É reconhecida pela Portaria Ministerial nº 1283 de 8/9/1993, publicada no D.O.U. em 9/9/1993. É mantida pela Associação Salgado de Oliveira de Educação e Cultura (ASOEC). 
A história da UNIVERSO começou no Estado do Rio de Janeiro, em 1959, com a criação do Colégio Dom Hélder Câmara, no bairro da Trindade, em São Gonçalo. Muitas modificações ocorreram até que, em 1976, foram criados os primeiros cursos superiores da Faculdade de Educação, Ciências e Letras de São Gonçalo. 
Em 1985, a instituição somava dez cursos e transformou-se nas Faculdades Integradas de São Gonçalo. Com a aprovação da carta-consulta, em 1990, iniciou-se o processo de criação da universidade, que foi concretizado após 3 anos. Surgia, em 9 de setembro de 1993, a Universidade Salgado de Oliveira (UNIVERSO). Na época, a instituição contava com dois campus (São Gonçalo e Niterói) no Rio de Janeiro e oferecia cursos de pós-graduação em diversas unidades da Federação.
Com base em seu Plano de Expansão e em seu Estatuto, a UNIVERSO abriu, a partir de 1996, os campi de Campos dos Goytacazes, no Rio de Janeiro, e de Goiânia, no Estado de Goiás. Em 2000 foi criado o campus de Recife, Pernambuco. Em julho de 2003 iniciou suas atividades no campus de Juiz de Fora, em Minas Gerais. Em 2004, a instituição chegou à capital mineira, com a abertura do campus de Belo Horizonte. Em 2005 inaugurou o segundo campus na Região Nordeste, localizado na cidade de Salvador. Em julho do mesmo ano, realizou o primeiro vestibular na capital baiana.

## Esportes

### Vôlei
Possui uma equipe de voleibol no estado do Rio de Janeiro.

### Basquete
A Universo possui uma extensa história no basquete brasileiro. Durante nove anos manteve o time Lobos Brasília, um dos principais times de basquete do Brasil, o clube foi fundado no ano 2000 e sua primeira participação no Campeonato Nacional de Basquete foi em 2004.[carece de fontes?] Porém retirou o patrocínio em 2009. Também foi responsável por patrocinar o Minas TC e por implantar o projeto do Unitri/Uberlândia.
Em 2013/2014, a Universidade Salgado de Oliveira manteve um time de basquete no estado de Goiás, o Universo/Goiânia, fundado em 2000, que disputou entre 2001 e 2006 o Campeonato Nacional, e a sexta edição do Novo Basquete Brasil (NBB), comandado pelo treinador Márcio de Andrade. A equipe encerrou suas atividades ao final da temporada 13-14.
Após emprestar a sua vaga no NBB para o Unitri/Uberlândia entre 2010 e 2015, através da Associação Salgado de Oliveira de Educação e Cultura (ASOEC), a Universo passou a ter um time independente ao término do NBB 2014-15. Na temporada seguinte, fez uma parceria com o EC Vitória, disputando assim, três edições do NBB (2015-16, 2016-17 e 2017-18) com a camisa do clube baiano. A melhor participação da Universo foi no NBB 10, onde atingiu a semifinal e foi eliminada pelo Paulistano. Com a obtenção do terceiro lugar, o time se classificou para a Liga Sul-Americana, e apesar de ser o anfitrião de um dos grupos da primeira fase não conseguiu avançar no torneio, sendo eliminado precocemente. Com o fim da temporada 2017-18, a parceria entre Universo e Vitória foi desfeita. Em agosto de 2018, foi anunciado que a Universo retornaria à cidade de Brasília, porém sem ligação alguma com o antigo time do IVB Lobos Brasília.